# Isola di Padiglioni
L'isola di Padiglioni è un'isola del canale di Sardegna situata a ridosso della costa meridionale della Sardegna.

Appartiene amministrativamente al comune di Teulada.